# Mamadou Kassé Hanne
Mamadou Kassé Hanne (ur. 10 października 1986 w Pikine) – senegalski lekkoatleta specjalizujący się w długich biegach płotkarskich. Okazjonalnie występuje także w sztafecie 4 × 400 metrów. Od czerwca 2015 reprezentuje Francję.
W 2005 zdobył brąz mistrzostw Afryki juniorów w biegu sztafetowym. Trzy lata później został brązowym medalistą afrykańskich mistrzostw w Addis Abebie. W 2009 sięgnął po złoto i brąz igrzysk frankofońskich. Rok później zdobył kolejny brąz mistrzostw Afryki oraz zajął 4. miejsce podczas pucharu interkontynentalnego. Wicemistrz Afryki z 2012. Reprezentował Senegal na igrzyskach olimpijskich w Londynie, na których zajął 5. miejsce w swoim biegu półfinałowym i nie awansował do finału. Siódmy zawodnik mistrzostw świata w Moskwie (2013). W tym samym roku sięgnął po złoto igrzysk frankofońskich w Nicei. Uczestnik mistrzostw Europy w Amsterdamie (2016), w których dotarł do półfinału biegu płotkarskiego na 400 metrów.
Medalista mistrzostw Francji i Senegalu.
Rekord życiowy w biegu na 400 metrów przez płotki: 48,40 (10 czerwca 2017, Genewa).

## Osiągnięcia
| Rok     | Impreza                     | Miejsce        | Konkurencja                     | Lokata     | Wynik           |
| Senegal | Senegal                     | Senegal        | Senegal                         | Senegal    | Senegal         |
| ------- | --------------------------- | -------------- | ------------------------------- | ---------- | --------------- |
| 2005    | Mistrzostwa Afryki juniorów | Radis          | bieg na 400 metrów przez płotki | 8. miejsce | 54,41           |
| 2005    | Mistrzostwa Afryki juniorów | Radis          | sztafeta 4 × 400 metrów         | 3. miejsce | 3:14,43         |
| 2006    | Mistrzostwa Afryki          | Bambous        | bieg na 400 metrów przez płotki | eliminacje | 54,47           |
| 2007    | Igrzyska afrykańskie        | Algier         | bieg na 400 metrów przez płotki | eliminacje | 51,26           |
| 2008    | Mistrzostwa Afryki          | Addis Abeba    | bieg na 400 metrów przez płotki | eliminacje | 53,29           |
| 2008    | Mistrzostwa Afryki          | Addis Abeba    | sztafeta 4 × 400 metrów         | 3. miejsce | 3:05,93         |
| 2009    | Igrzyska frankofońskie      | Bejrut         | bieg na 400 metrów przez płotki | 3. miejsce | 50,69           |
| 2009    | Igrzyska frankofońskie      | Bejrut         | sztafeta 4 × 400 metrów         | 1. miejsce | 3:06,93         |
| 2010    | Mistrzostwa Afryki          | Nairobi        | bieg na 400 metrów przez płotki | 3. miejsce | 49,10           |
| 2010    | Puchar interkontynentalny   | Split          | bieg na 400 metrów przez płotki | 4. miejsce | 48,89           |
| 2012    | Mistrzostwa Afryki          | Porto-Novo     | bieg na 400 metrów przez płotki | 2. miejsce | 49,39           |
| 2012    | Igrzyska olimpijskie        | Londyn         | bieg na 400 metrów przez płotki | półfinał   | 48,80           |
| 2013    | Mistrzostwa świata          | Moskwa         | bieg na 400 metrów przez płotki | 7. miejsce | 48,68           |
| 2013    | Igrzyska frankofońskie      | Nicea          | bieg na 400 metrów przez płotki | 1. miejsce | 49,48           |
| Francja |                             |                |                                 |            |                 |
| 2016    | Mistrzostwa Europy          | Amsterdam      | bieg na 400 metrów przez płotki | półfinał   | 49,28           |
| 2016    | Mistrzostwa Europy          | Amsterdam      | sztafeta 4 × 400 metrów         | eliminacje | 3:04,95         |
| 2016    | Igrzyska olimpijskie        | Rio de Janeiro | sztafeta 4 × 400 metrów         | eliminacje | 3:00,82         |
| 2017    | IAAF World Relays           | Nassau         | sztafeta 4 × 400 metrów         | 8. miejsce | 3:06,33         |
| 2017    | Mistrzostwa świata          | Londyn         | bieg na 400 metrów przez płotki | półfinał   | 50,35           |
| 2018    | Mistrzostwa Europy          | Berlin         | sztafeta 4 × 400 metrów         | 4. miejsce | 3:02,05         |
| 2021    | World Athletics Relays      | Chorzów        | sztafeta 4 x 400 metrów         | 7. miejsce | 3:06,16 (elim.) |